# 布雷山
74°50′S 114°4′W / 74.833°S 114.067°W
布雷山（英語：Mount Bray）是南極洲的山峰，位於瑪麗伯德地的沃爾格林海岸，處於克利莫夫海崖西北面3公里，美國地質調查局根據測量和該國海軍的空中照片繪入地圖，現時由南極條約體系管理。